# ギーラーン州
ギーラーン州（ギーラーンしゅう、ペルシア語: استان گیلان, ラテン文字転写: Ostān-e Gīlān）は、カスピ海に沿ってマーザンダラーン州の西に位置するイランの州（オスターン）。州都はラシュト。人口は約253万人（2016年国勢調査）、面積は14,700km²。

## 歴史

### 古代
考古学的発掘の成果は、ギーラーン州の歴史が最後の氷期以前にさかのぼることを明らかにしている。

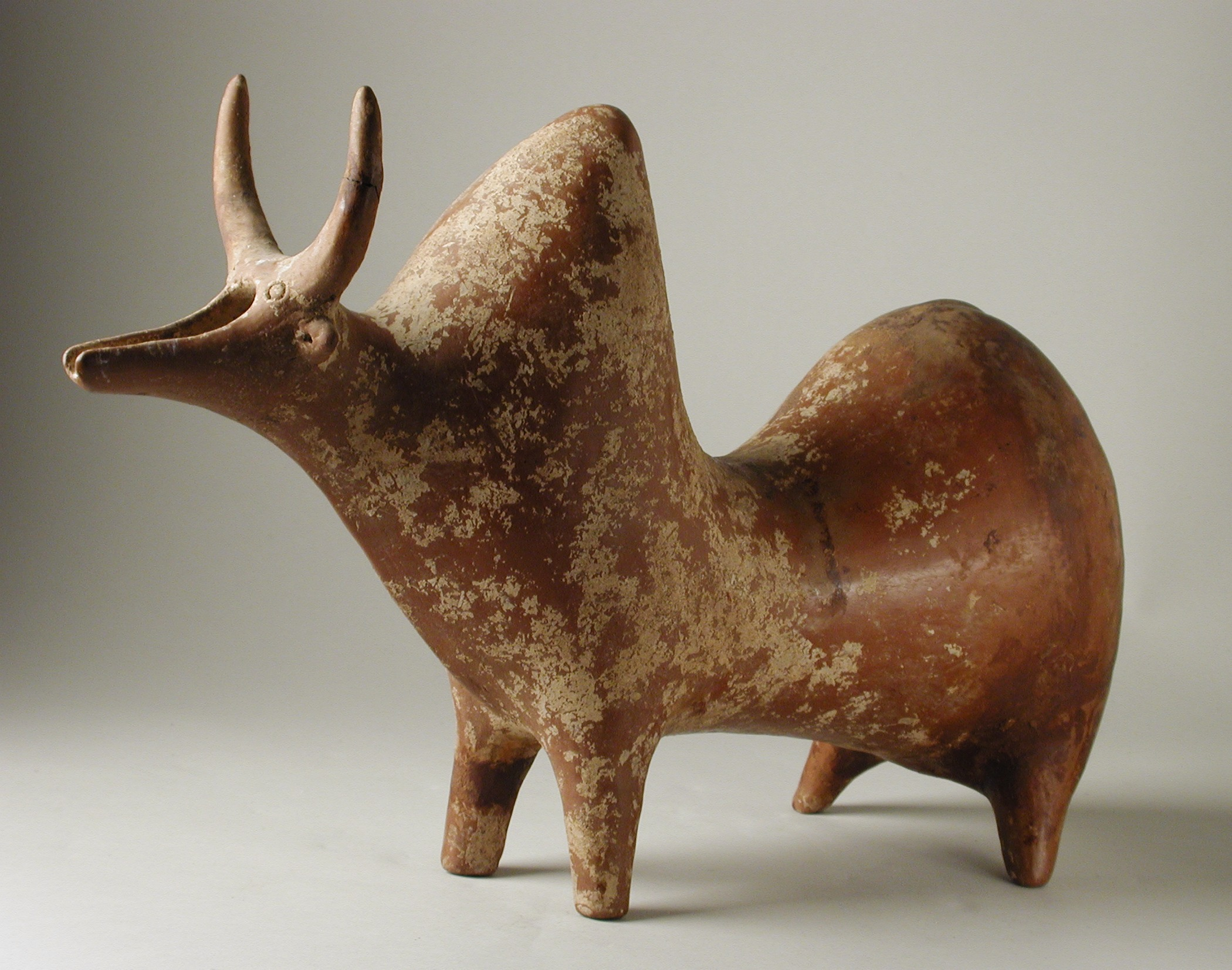
アムラシュ文化のコブウシ型土器。

紀元前10世紀にはカスピ海南部を中心にコブウシ型土器で知られるアムラシュ文化が栄えた。
紀元前6世紀には、ギーラーンの人々はキュロス大王と同盟を結びメディア王国を倒した。
ダイラム（古代ペルシア語: Daylam）は、アケメネス朝時代にはヒュルカニア地方（サトラップ）の一部であった。
ダイラム人（現在のザザ人の先祖）同様、サーサーン朝の傭兵などとして活動したようだが、ギーラーンはイラン高原の王朝の直接統治下に入ることなく、イスラームの時代を迎えることになる。なお553年にはネストリウス派の司教座の存在が言及されている。

### ゆるやかなイスラーム化
ギーラーンのイスラーム化は非常にゆるやかに進んだ。これはイランの他地域と異なり、イスラーム初期のアラブの征服において、アラブ軍の占領を受けなかったことが第一、そしてその後もイラン高原方面の巨大な政治勢力に対し、貢納は行うものの地方政権が長いあいだ相対的な独立を保ち続けたことが第二の理由である。もちろん、これを可能にしたのは後背のアルボルズ山脈がイラン高原とのあいだに聳え、一方でカスピ海にのぞむ開かれた地形と豊かな自然をもっていたからである。その点でカスピ海にそって東のマーザンダラーン（タバリスターン）地方も類似の歴史をもち、イラン語のカスピ海方言に属する言葉を発展させたようにイラン史とは独自の地域史を形成してきたといえる。さらにギーラーンのシャー・ルード川上流渓谷地域をダイラム地方と呼ぶが、この地域のダイラム人の活躍によりダイラム地域概念が拡大し、実際にはカスピ海南岸をあわせて広義のダイラム地方ということがある。
この地域のイスラーム化がはじまるのは9世紀終わりから10世紀はじめにかけてである。このときギーラーンの西部ではスンナ派ハンバル法学派が弘通をおこない、東部ではザイド派が教線を延ばしたことから、この棲み分けがギーラーンの東西を文化的政治的にのちのちまで規定することになる。東のギーラーンはザイド派としてダイラム人とともにブワイフ朝の勃興につながる10世紀「ダイラムの拡大」に寄与した。このころのギーラーンは諸部族の連合体であった。イスラーム化の深化などにより、外部からズィヤール朝、ブワイフ朝、セルジューク朝などが影響力を振るうが、恒常的な税の賦課を行うことはできなかった。東ギーラーンはカスピ海南岸部在地（当初はタバリスターン）のザイド派のアリー朝を支えた。12世紀にはアリー朝がブワイフ朝の故地ラーヒージャーン（今日の東ギーラーンの中心地）に遷都している。1306-7年、イル・ハン朝のオルジェイトゥがギーラーンに大規模な軍事侵攻を行うが、多大な損害を出し、宗主権を認めるのみで地方王朝による半独立的な部族社会が存続した。
西ギーラーンでは13世紀中葉以降シャーフィイー派のアスパーフバド家が、東ギーラーンではマルアシー家がそれぞれ勢力を伸ばす。アク・コユンルーやサファヴィー朝を巻き込みつつ半独立状態が続き、サファヴィー朝がイスマーイール1世没後の内乱にはいると、ギーラーンの支配者たちはサファヴィー朝政治に関与を深めてゆく。この時期、西隣のアゼルバイジャン地方はオスマン朝の統治下にあり、この地方はオスマン朝とサファヴィー朝の戦いの影響を直接に受ける場所にあった。さらにウズベクのシャイバーン朝がホラーサーンからさらにマーザンダラーンをうかがうなど、カスピ海にオスマン帝国海軍の進出を許しかねない状況となる。ギーラーンの支配者はこのような状況を利用して巧みに半独立を維持したが、オスマン朝がハプスブルク朝と開戦しサファヴィー朝と和議を結ぶと、サファヴィー朝側はアッバース1世の中央集権化への力強い意志により全土の制圧に乗り出した。ギーラーンはオスマン朝に来援を乞うが、これによってかえってシャーの怒りを買い、1592年に征服された。ついに中央政府の任ずる総督によって統治されるイランの一部になったのである。

### 近代
第一次世界大戦後、ギーラーンはテフラーンの中央政府の統制を離れ、独自の統治を行った。この結果、ギーラーン州のイランから永続的独立が懸念される段階に至る事件があった。大戦前、ギーラーン人はミールザー・クーチェク・ハーン・ジャンギャリーの指導のもと、イラン立憲革命において重要な役割を果たした。これをジャンギャリー運動（ジャンギャリーとは森人の意）と呼ぶ。第一次立憲制をクーデタで崩壊させ小専制に入ったガージャール朝のモハンマド・アリー・シャー追放のため、ジャンギャリー旅団は反攻する立憲主義勢力の一翼をなして、テフラーンに進軍したのである。しかし、立憲革命は立憲主義者の推し進めようとした改革を進展させることはできず、イギリスとロシア帝国の侵入を受け、国内的にも非常に不安定な状況に陥ることになった。
ミールザー・クーチェク・ハーン・ジャンギャリーのジャンギャリー運動へのギーラーンの貢献は、外国軍に対しギーラーンおよびマーザンダラーンの長らく実効的支配を確保した点とあわせて、イラン史の中で賞賛を浴びている。しかし1920年にはバンダレ・アンザリーをイギリス軍に奪われ、さらに赤軍の侵入が始まる。英国・ソヴィエトの対立状況の中で、ジャンギャリーはソヴィエト政府との提携を選び、ギーラーン共和国（1920年6月-1921年11月）を成立させた。しかし1921年2月、ソヴィエト政府はソヴィエト・イラン友好条約を締結してジャンギャリーのギーラーン共和国への支持を撤回した。ジャンギャリーは抵抗を続けたが、同年9月までに屈服してギーラーンは再びテフラーンの中央政府統治下に入ることになった。

## 地理と気候

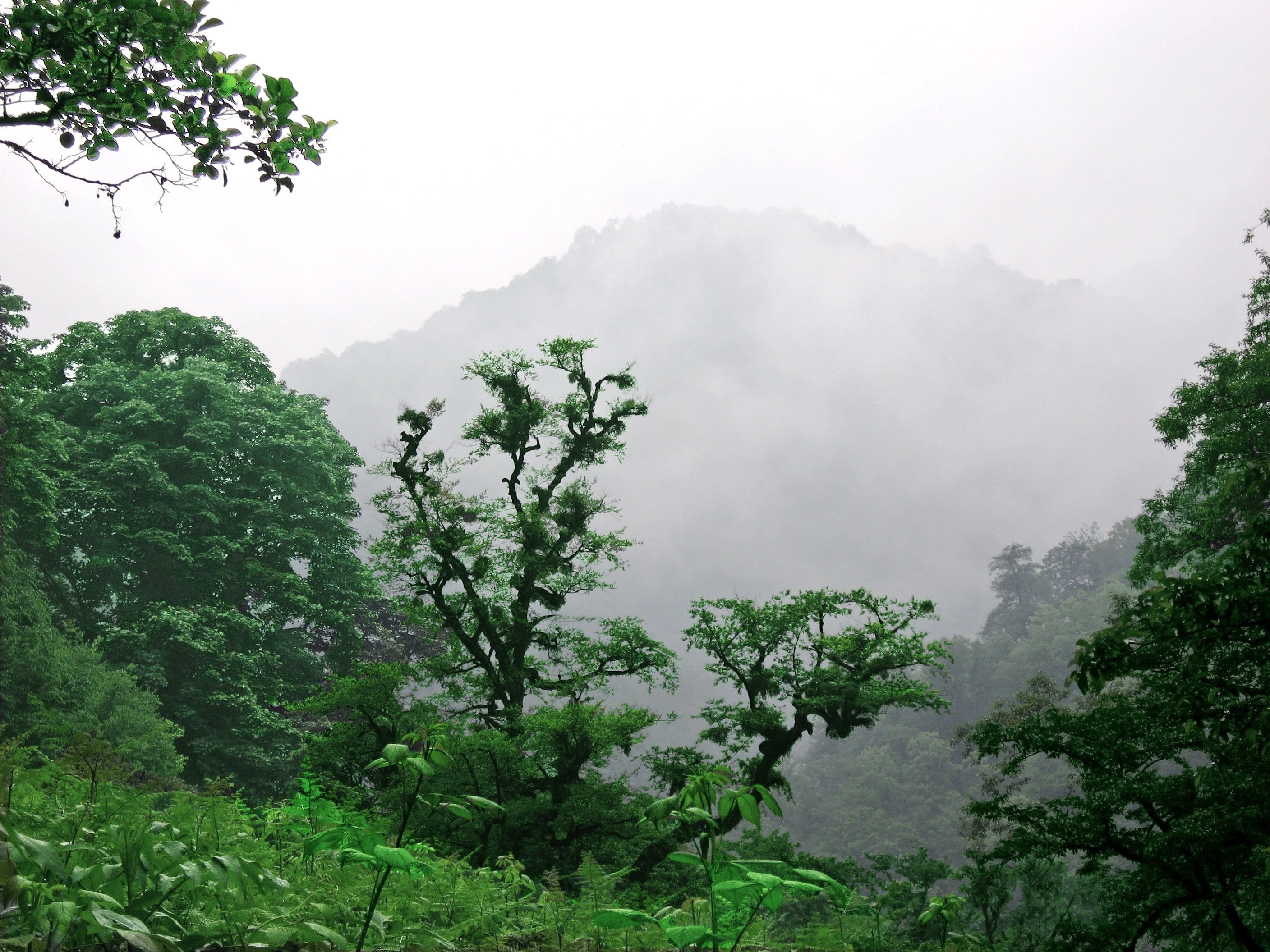
ギーラーン州の森林。

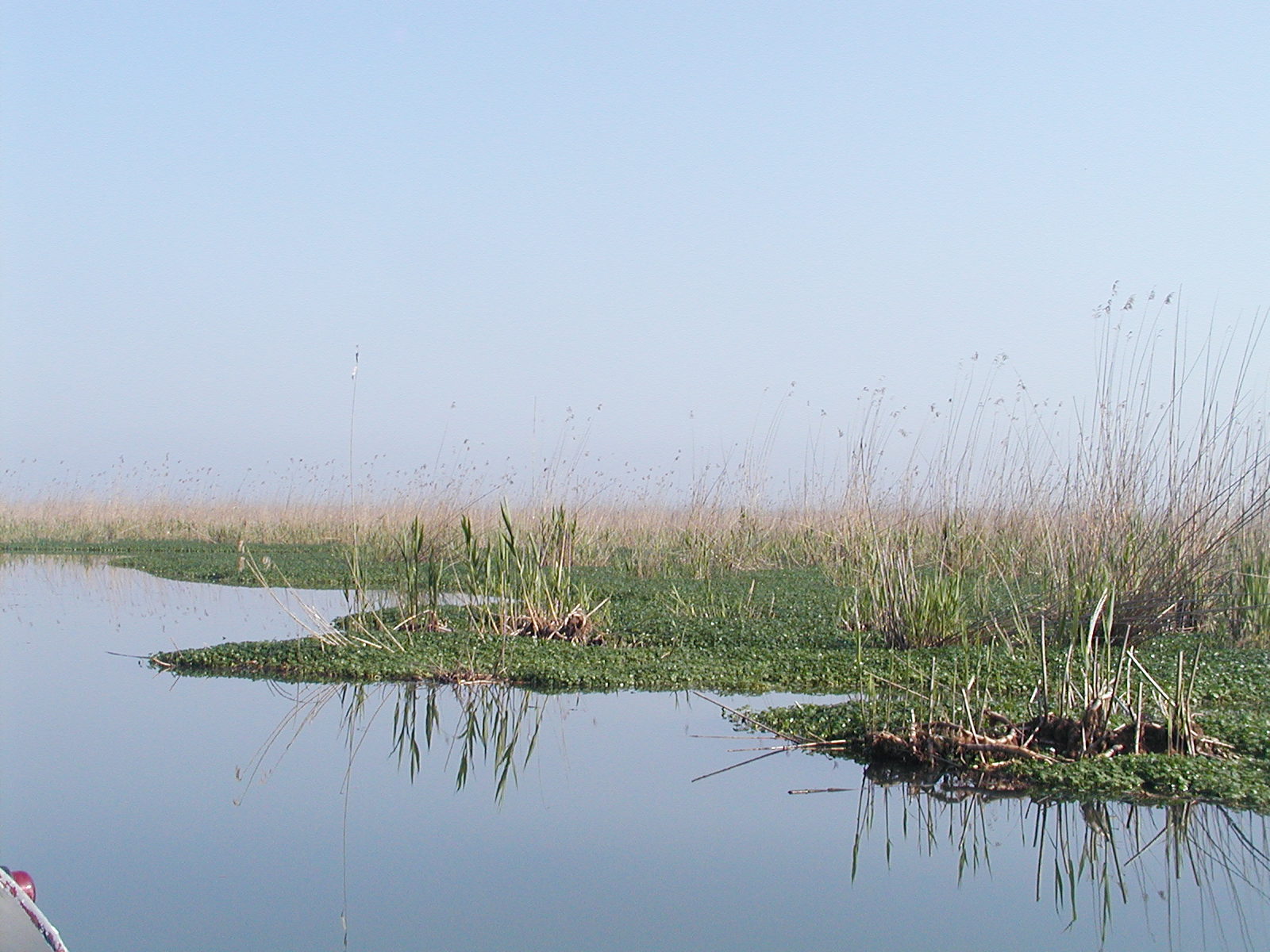
カスピ海の潟湖。

ギーラーンは年間を通じて降水量が多く、気候は温暖湿潤気候である。さらにアルボルズ山脈とカスピ海岸が変化に富む景観を作り上げている。
ギーラーン州の大部分は山地で、樹木におおわれた森である。カスピ海沿岸の海岸平野はマーザンダラーン州のそれと類似しており、主に水田風景が広がる。
1990年5月の大地震はギーラーン州に死者約45,000人という大きな被害をもたらした。アッバース・キヤーロスタミーの有名な映画「そして人生はつづく」、「オリーブの林をぬけて」はこの地震に題をとったものである。

## 行政区分

### 主要都市
ギーラーン州管下の市（シャフル）には、アースターラー、アースターネ・アシュラフィーイェ、ルードサル、ラングルード、ソウマアエ・サラー、ハーシュトパール（ターレシュ）、フーマン、マースール、ラーヒージャーンがある。

## 住民

### 民族
ギーラーン人、タリシュ人。
ギーラーンはテフラーンとバクーを結ぶ交易路上にあり、イランの商業的中心地の中でも非常に重要な位置にあるバンダレ・アンザリーやラシュトといった都市が発達した。その結果、ギーラーン州では商人・中産階級が人口のかなりの割合を占める。

### 言語
住民の多くはペルシア語のかなり離れた方言ギラキ語（ギーラーン語、ギーラキー）を母語として話す。しかし近年は、都市部の若年層を中心として、標準ペルシア語を用いる傾向にある。タリシュ人はタリシュ語を話す。

### 宗教
スンナ派、アレヴィー派、シーア派。

## 文化
年間平均200万人の観光客がギーラーンを訪れる。大多数は国内からの観光客である。イラン文化遺産協会には州内から211の歴史文化遺産が登録されているが、観光客がまず訪れるのはラシュト南東の丘陵地にあるマースーレという小さな街である。マースーレは普通の街だが、家と家の関係に特徴がある。丘陵地の街であるため家が斜面にそって建てられており、ある家の屋根が、一つ上の段の家の庭や道路になっているのである。
ギーラーンには伝統的食文化が色濃く残っている。ギーラーンの料理でイラン全体に広がったものもある。豊かな食文化はさまざまな果物、野菜、木の実をもたらす気候の多様性にはぐくまれた。そして海産物はギーラーン料理およびマーザンダラーン料理の特徴の一つである。燻製やキャバーブ、そしてキャヴィアで供されるチョウザメはカスピ海沿岸地域のごちそうである。「ガリーエ・マーヒー」という魚のシチューや「ガリーエ・メイグー」というエビのシチューもギーラーンの伝統的名物料理である。
さらにギーラーンに特有なものとしてはクルミのペーストとザクロジュースによるソースがある。酸味のあるキャバーブをマリネしたり、鴨肉、鶏肉、羊肉のシチューにベースとして用いる。「ミールザー・ガーセミー」は、付け合わせや前菜とするスモーキーなナスと卵の料理。ほかにもニンニクのピクルス、クルミペーストのオリーブ、魚の燻製などがある。この地域のキャヴィアと魚の燻製は、内外問わず珍重され、グルメの探し求める食材である。
詳しくはイラン料理も参照。

## 農業
米が主に栽培されている。イランの多くのイネ品種はギーラーンに起源を持つ。HashemiとHasaniとGerdehとGharibという品種がある。

## 高等教育機関
- ギーラーン大学
- ギーラーン医科大学
- ギーラーン・モフィード大学
- イスラーム自由大学アースターラー
- イスラーム自由大学バンダレ・アンザリー
- イスラーム自由大学ラシュト

## 交通
主要港としてバンダレ・アンザリー（パフラヴィー朝下ではバンダレ・パフラヴィー）がある。